# تفرتكو الأول من البوسنة
ستيفن تفرتكو الأول (الصربي الكرواتي: Stjepan / Stefan Tvrtko / Стјепан / Стефан Твртко؛ حوالي 1338 - 10 مارس 1391)؛ هو أول ملوك البوسنة وفرد من سلالة كوترومانيتش، خلف عمه ستيفن الثاني في منصب بان منذ عام 1353، نظرًا لأنه كان قاصرًا أصبح تحت وصاية والده فلاديسلاف لفترة وجيزة الذي تم استبعاده لأسباب غير معروفة، تليها والدته يلينا كرواتية الأصل، في وقت مبكر من حكمه، اختلف تفرتكو مع رجال الدين الكاثوليك في بلاده، ولكنه تمتع فيما بعد بعلاقات ودية مع جميع الطوائف الدينية في مملكته، بعد الصعوبات الأولية بخيث خسر أجزاء كبيرة من البوسنة لصالح لايوش الأول ملك المجر، تم عزله لفترة وجيزة من قبل أقطابه، ولكن قوته نمت بشكل كبير لاحقاً، بحيث غزا بعض بقايا الإمبراطورية الصربية المجاورة في عام 1373، بعد وفاة آخر حاكم لها المعروف أوروس الضعيف، في عام 1377 توج هو نفسه ملكًا على البوسنة وصربيا مدعيًا أنه وريث سلالة نيمانيتش المنقرضة في صربيا.
مع استمرار مملكة البوسنة في التوسع تحول انتباه تفرتكو إلى ساحل البحر الأدرياتيكي، سيطر على بوموريه بأكملها والمدن البحرية الرئيسية في المنطقة، وأسس مستوطنات جديدة وبدأ في بناء أسطول لكنه لم ينجح أبدًا في إخضاع لوردات الأراضي الصربية المستقلة، سمحت وفاة الملك لايوش وصعوده ابنته الملكة ماري في عام 1382 للملك تفرتكو بالاستفادة من أزمة الخلافة التي تلت ذلك في المجر وكرواتيا، بعد قتال مرير منذ 1385 حتى 1390، نجح تفرتكو في غزو أجزاء كبيرة من سلافونيا ودالماسيا وكرواتيا، بعد معركة كوسوفو عام 1389 أصبحت مطالبته بصربيا ضعيفة ومجرد خيال حيث أصبح الحكام الصرب الذين سعى إلى إخضاعهم تابعين للإمبراطورية العثمانية المنتصرة، وكما شن الأتراك العثمانيون هجماتهم الأولية على البوسنة في عهده ولكن جيشه تمكن من صدهم، منعت وفاته المفاجئة عام 1391 من ترسيخ قبضة سلالة كوترومانيتش على الأراضي الكرواتية.
يُعتبر تفرتكو أحد أعظم حكام البوسنة في العصور الوسطى، حيث قام بتوسيع حدود البلاد إلى أقصى حد، وترك اقتصادًا قويًا، حسن مستوى معيشة رعاياه. بالرغم من أنه لدى الملك ابن يدعى تفرتكو الثاني، لكن خلفه على العرش دابايزا الذي حافظ في البداية على أراضي مملكة البوسنة نجح في مقاومة المجريين والنابوليين وحتى الأتراك العثمانيين، لكن شهدت الفترة الأخيرة من حكمه صعود الأقطاب وخسارة كبيرة لأراضي البوسنة ونفوذها.